# Kostyantyn Kravchenko
Pour les articles homonymes, voir Kravtchenko.
Kostyantyn Kravchenko (en ukrainien : Костянтин Сергійович Кравченко, Kostiantyn Serhiïovytch Kravtchenko) est un footballeur ukrainien, né le 24 septembre 1986 à Dnipropetrovsk. Il évolue au poste de milieu offensif.

## Palmarès
- Chakhtar Donetsk
  - Vainqueur du Championnat d'Ukraine en 2008, 2010 et 2011.
  - Vainqueur de la Coupe d'Ukraine en 2008.